# Sághy Tamás
Sághy Tamás (Dorog, 1972. Június 1. –) magyar színész.

## Életpályája
1992-ben a zalaegerszegi Hevesi Sándor Színház stúdiójában végzett. 1993–1996 között a kecskeméti Katona József Színház, majd 1996-tól a József Attila Színház tagja volt. 2005-től szerepelt a TV2-n futó "Jóban, Rosszban" című sorozatban. Később szabadúszóként dolgozott, majd 2012-2025 között a székesfehérvári Vörösmarty Színház tagja volt. 2025-től a Vígszínház színésze.
Felesége, Román Judit színésznő.

## Fontosabb színházi szerepei
- A domb – bemutató: 2004. március 4. Csokonai Nemzeti Színház
- A Dudás Gyuri – bemutató: 2000. október 8. József Attila Színház
- A három testőr – bemutató: 2000. február 12. József Attila Színház
- A házasságlevél – bemutató: 1997. október 4. József Attila Színház
- A manó – bemutató: 2002. április 13. József Attila Színház
- A Mester és Margarita – bemutató: 2014. április 12. Vörösmarty Színház
- A Montmartre-i ibolya – bemutató: 2013. április 12. Veszprémi Petőfi Színház
- A nevetés iskolája – Amphitryon – bemutató: 2010. január 30. Jászai Mari Színház, Népház
- A padlás – bemutató: 2014. november 29. Vörösmarty Színház
- A trükk – bemutató: 2008. február 29. Karinthy Színház
- Bástyasétány 77 – bemutató: 2000. április 23. Karinthy Színház
- Bizánc – bemutató: 2012. november 17. Vörösmarty Színház
- Budapest, te csodás! – bemutató: 1998. november 14. József Attila Színház
- Chioggiai csetepaté – bemutató: 2011. december 9. Veszprémi Petőfi Színház
- Csalódások – bemutató: 2012. szeptember 14. Veszprémi Petőfi Színház
- Don Carlos – bemutató: 2013. január 12. Vörösmarty Színház
- Duplafoglalás – bemutató: 2011. július 1. Pécsi Szabadtéri Játékok – Káptalan utcai Szabadtéri Színpad
- Egy csók és más semmi – bemutató: 1999. október 2. József Attila Színház
- Egy hölgy a Maximból – bemutató: 2004. január 10. József Attila Színház
- Eredeti helyszín – bemutató: 2011. szeptember 23. Karinthy Színház
- Értelem és érzelem – bemutató: 2011. október 21. Veszprémi Petőfi Színház
- Footloose – bemutató: 2012. február 24. Hevesi Sándor Színház
- Háló nélkül – bemutató: 2010. március 27. Jászai Mari Színház, Népház
- Indul a bakterház – bemutató: 2013. szeptember 21. Vörösmarty Színház
- Jeanne D'arc – bemutató: 2011. február 26. Veszprémi Petőfi Színház
- Kaland – bemutató: 2011. május 26. Eötvös 10 Közösségi és Kulturális Színtér
- Karrier komédia – bemutató: 2010. augusztus 27. Ivancsics Ilona és Színtársai
- Kilencen, mint a gonoszok – bemutató: 2002. október 26. József Attila Színház
- Koldus és királyfi – bemutató: 2013. december 22. Vörösmarty Színház
- Körbe – körbe – bemutató: József Attila Színház
- Lear király – bemutató: 2013. november 23. Vörösmarty Színház
- Macska a forró bádogtetőn – bemutató: 2002. január 11. Csokonai Nemzeti Színház
- Made in Hungária – bemutató: 2001. szeptember 29. József Attila Színház
- Mirandolina – bemutató: 2013. március 9. Vörösmarty Színház
- Nebántsvirág – bemutató: 2003. március 29. József Attila Színház
- Olivér! – bemutató: 2009. október 31. Jászai Mari Színház, Népház
- Osztrigás Mici – bemutató: 2003. december 20. József Attila Színház
- Őfelsége komédiása- bemutató: 2014. október 18. Vörösmarty Színház
- Primadonnák – bemutató: 2004. május 8. József Attila Színház
- Primadonnák – bemutató: 2011. január 21. Hevesi Sándor Színház
- Te furcsa katona! – bemutató: 2010. november 26. Karinthy Színház
- Tisztelt Ház – bemutató: 2009. március 19. Karinthy Színház
- Tudós nők – bemutató: 2009. október 2. Karinthy Színház
- Vérnász – bemutató: 2015. január 17. Vörösmarty Színház
- Vízkereszt – bemutató: 1999. december 17. József Attila Színház
- 3:1 a szerelem javára – bemutató: 2001. április 29. József Attila Színház
- 3:1 a szerelem javára – bemutató: 2014. július 31. Vörösmarty Színház
- Hamlet – bemutató: 2015. április 18. Vörösmarty Színház
- Augusztus Oklahomában – bemutató: 2015. november 28. Vörösmarty Színház
- Play Strindberg – bemutató: 2016. január 23 Vörösmarty Színház
- Száll a kakukk fészkére – bemutató: 2016. április 2. Vörösmarty Színház

## Filmes és televíziós szerepei
- Barátok közt (1999)
- Jóban rosszban (2005-2009, 2011-2012, 2015-2016)
- Tűzvonalban (2010)
- Casino (2011)
- Hacktion: Újratöltve (2012)
- A merénylet (2018)
- Ítélet és kegyelem (2021)
- Együtt kezdtük (2022)
- Hadik (2023)
- Cella – Letöltendő élet (2023)
- A renitens (2025)

## Díjai és kitüntetései
- Vörösmarty-gyűrű (2016)[2]